# Richland (contea di Bucks)
Richland  è una township degli Stati Uniti d'America, nella contea di Bucks nello Stato della Pennsylvania. Secondo il censimento del 2010 la popolazione è di 11.100 abitanti.

## Società

### Evoluzione demografica
La composizione etnica vede una maggioranza di quella bianca (96,35%), seguita dagli afroamericani (1,16%) dati del 2000.
| township di Richland Popolazione |        |
| 2000                             | 9.920  |
| 2010                             | 11.100 |